# معموره (استان بویره)
معموره (به عربی: المعمورة) یک شهرداری در الجزایر است که در استان بویره واقع شده‌است.
 معموره  ۳٬۵۶۹ نفر جمعیت دارد.